# 177770 Saulanwu
177770 Saulanwu este o planetă minoră (asteroid), cu un diametru de 1,999 km, din centura de asteroizi. A fost descoperită pe 8 mai 2005 la Mount Lemmon⁠(d) de Mount Lemmon Survey⁠(d) și a fost numită după Sau Lan Wu⁠(d). 
Obiectul prezintă o orbită caracterizată de o semiaxă mare de 2,5176935468253 UAi, o excentricitate de 0,11513704566564, o înclinație de 1,7830107064337 ° în raport cu ecliptica.